# Presa di Belle Île
La presa di Belle Île fu un episodio della guerra dei sette anni svoltosi tra l'aprile e il giugno 1761.
Nell'ambito di una serie di incursioni condotte lungo le coste della Francia, una forza navale e anfibia del Regno di Gran Bretagna, comandata dal generale Studholme Hodgson e dall'ammiraglio Augustus Keppel, mosse all'attacco dell'isola di Belle Île lungo la costa meridionale della Bretagna: un primo tentativo di sbarco fu respinto dai difensori francesi, ma ricevuti altri rinforzi i britannici riuscirono a mettere stabilmente piede a terra e a porre l'assedio alla principale fortezza dell'isola, Le Palais. Il blocco navale imposto dai britannici rese impossibile portare soccorso alla guarnigione dalla pur vicina costa della Francia, e la guarnigione capitolò l'8 giugno con l'onore delle armi.

## Antefatti
Il conflitto tra Francia e Gran Bretagna si era aperto nel 1756 con un successo per i francesi, i quali avevano occupato la base britannica di Minorca nel mar Mediterraneo sconfiggendo un tentativo da parte della Royal Navy di riconquistare l'isola. Questo successo si rivelò effimero, ed entro breve tempo la marina britannica si dimostrò capace di prendere l'iniziativa nella guerra navale: su indicazione del nuovo ministro per la guerra William Pitt il Vecchio, le forze britanniche avevano sfruttato la loro superiorità navale per lanciare una serie di incursioni e raid mordi-e-fuggi contro i porti della Francia metropolitana, come il raid su Rochefort nel 1757 e il raid su Cherbourg del 1758; benché a conti fatti i risultati pratici di questi attacchi fossero limitati, nondimeno causarono un forte allarme in Francia e obbligarono il governo di Parigi a distaccare diversi contingenti di truppe per presidiare la lunga linea costiera del paese. Pitt ordinò di sospendere le incursioni nel settembre 1758 dopo un fallito sbarco a Saint Cast, ma rimase aperto all'idea di riprendere un'altra volta gli attacchi alla vulnerabile costa francese.
Tra il 1759 e il 1760 l'attenzione del Regno di Gran Bretagna fu concentrata nella conquista delle colonie francesi (in particolare nella Nuova Francia) e a mantenere un blocco navale delle coste della Francia onde scongiurare tentativi di invasione delle isole britanniche, minaccia definitivamente tramontata dopo le vittorie nelle battaglie navali di Lagos (18-19 agosto 1759) e della baia di Quiberon (29 novembre 1759). La conquista del Canada fece presagire a Pitt un'imminente apertura di negoziati per la pace, visto che il governo di Parigi difficilmente avrebbe potuto permettersi di continuare questo costo conflitto; Pitt aveva in programma una spedizione per conquistare l'isola di Mauritius, la maggiore base navale francese nell'Oceano Indiano, ma con la prospettiva di un imminente negoziato di pace decise che la Gran Bretagna avrebbe dovuto disporre di una merce di scambio di più immediata e tangibile disponibilità con cui ottenere la restituzione di territori perduti come Minorca, e Mauritius era troppo lontana perché la notizia della sua conquista potesse raggiungere l'Europa in tempo utile. Vi era inoltre il pericolo potenziale che la Spagna potesse entrare in guerra a fianco della Francia, cosa che rendeva più prudente tenere la flotta vicino alle coste di casa per proteggerle da una minaccia di invasione.
Pitt decise quindi di dirigere la progettata spedizione lungo le coste della Francia metropolitana. L'isola di Belle Île si rivelò un obiettivo invitante, collocata come era nelle vicinanze di Lorient e delle maggiori basi navali francesi nella Bretagna, oltre a consentire una vigilanza sulle acque del golfo di Biscaglia; la conquista dell'isola e la sua trasformazione in una base navale britannica avrebbero pouto costituire il punto di partenza per ulteriori incursioni lungo la costa della Francia. Pitt propose l'occupazione di Belle Île una prima volta nell'ottobre 1760, ma l'idea fu fortemente avversata dal primo ministro Thomas Pelham-Holles e infine bocciata dal re Giorgio II il quale puntava a mantenere l'attenzione sul fronte principale contro i francesi nella Germania occidentale. Pitt tornò alla carica dopo la morte del re il 25 ottobre 1760, vincendo anche l'opposizione degli ammiragli George Anson ed Edward Hawke, posti ai massimi vertici della Royal Navy; il 25 marzo 1761 il nuovo re Giorgio III firmò un ordine segreto che autorizzava la conquista di Belle Île. Il comando delle forze terrestri assegnate alla spedizione fu dato al generale Studholme Hodgson mentre la flotta d'appoggio sarebbe stata diretta dall'ammiraglio Augustus Keppel, considerato un veterano delle spedizioni anfibie per il suo ruolo nella presa di Gorée nel dicembre 1758.

## La battaglia

### Il primo sbarco

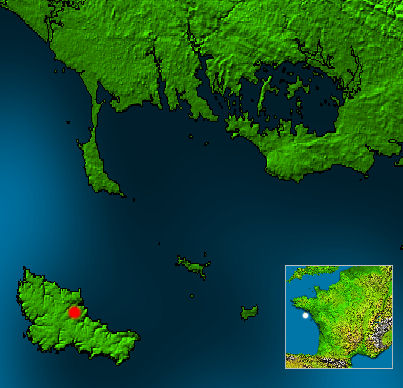
Veduta dall'alto di Belle Île lungo la costa della Bretagna; il punto rosso indica la posizione di Le Palais

La spedizione britannica, assemblata nel porto di Plymouth, salpò il 29 marzo 1761 per arrivare davanti Belle Île, dopo ritardi causati dal cattivo tempo, il 6 aprile seguente. Dopo una ricognizione iniziale dell'estremità meridionale dell'isola, i britannici decisero di tentare uno sbarco nella zona attorno Port Andro sulla costa sud di Belle Île: dello sbarco fu incaricato un contingente al comando del generale John Craufurd, mentre una finta veniva compiuta a nord da due battaglioni di fanteria e un distaccamento di H. M. Marines al fine di sviare l'attenzione dei francesi.
La forza di Craufurd incontrò molta più resistenza di quanto ci si aspettasse. I francesi erano ben trincerati e il loro fuoco impose un forte tributo agli attaccanti britannici: una compagnia di granatieri britannici tentò di scalare le vicine scogliere, ma non fu adeguatamente supportata e molti dei suoi componenti finirono uccisi o catturati dai francesi. Rendendosi conto di aver perso l'effetto sorpresa e di non avere altre alternative, gli uomini di Craufurd abbandonarono la spiaggia e si ritirarono alla volta delle navi; una violenta tempesta completò il disastro provocando il naufragio di diversi mezzi da sbarco. I comandanti della spedizione decisero che un nuovo tentativo di sbarco non era praticabile, e dopo altre ricognizioni scrissero a Pitt sostenendo che altri assalti non erano possibili e che la forza britannica dovesse fare vela per ritornare in patria.
Il risultato di questo attacco provocò sgomento tanto a Londra quanto a Parigi. La corte francese era infuriata per il fatto che Pitt avesse sferrato l'attacco nella imminenza dei colloqui di pace, un gesto che venne interpretato come dimostrazione di cattiva fede; in Gran Bretagna il fallimento dello sbarco fu accolto con una miscela di rassegnata accettazione da parte degli avversari della spedizione, ma Pitt insistette perché un secondo tentativo fosse sferrato a breve. Navi da trasporto già caricate di truppe destinate a un attacco all'isola caraibica della Martinica furono dirottate perché si aggregassero alla flotta di Keppel a Belle Île, rafforzando considerevolmente il contingente britannico.

### Il secondo sbarco
Ricevuti i rinforzi, l'ammiraglio Keppel e il generale Hodgson iniziarono a stendere i piani per un secondo sbarco. Dopo un'attenta ricognizione delle difese francesi, venne deciso che solo un nuovo assalto a Port Andro avrebbe potuto avere le migliori opportunità di successo; questa volta, tuttavia, sarebbero state lanciate due distinte operazioni diversive per distrarre i difensori: una sulla costa ovest contro Sauzon e una a nord verso St Foy.
Il 22 aprile lo sbarco a Port Andro, ancora una volta affidato al generale Craufurd, incontrò una eguale forte opposizione e nel giro di poco tempo si ritrovò in stallo. Nel mentre, tuttavia, l'attacco diversivo sulla costa nord condotto dal generale di brigata Hamilton Lambart portò a scoprire che il tratto di costa attorno a St Foy era stato lascito indifeso dalle truppe francesi, le quali credevano che le alte falesie fossero da sole una difesa abbastanza forte contro qualsiasi attacco; Lambart decise invece che le scogliere potessero essere scalate, e suoi uomini riuscirono nell'impresa raggiungendo la cima dove respinsero un contrattacco dei francesi grazie al sostegno dei cannoni delle navi britanniche.
Informato dell'accaduto, Craufurd interruppe l'attacco a Port Andro e portò le sue truppe via nave in rinforzo a Lambart; i comandanti britannici si affrettarono a inviare altri rinforzi, e a sera il nucleo centrale della forza di spedizione era sceso a terra. Sulla base di segnali prestabiliti, i soldati e civili francesi fuggirono alla volta delle fortificazioni allestite a Le Palais abbandonando agli invasori il resto dell'isola.

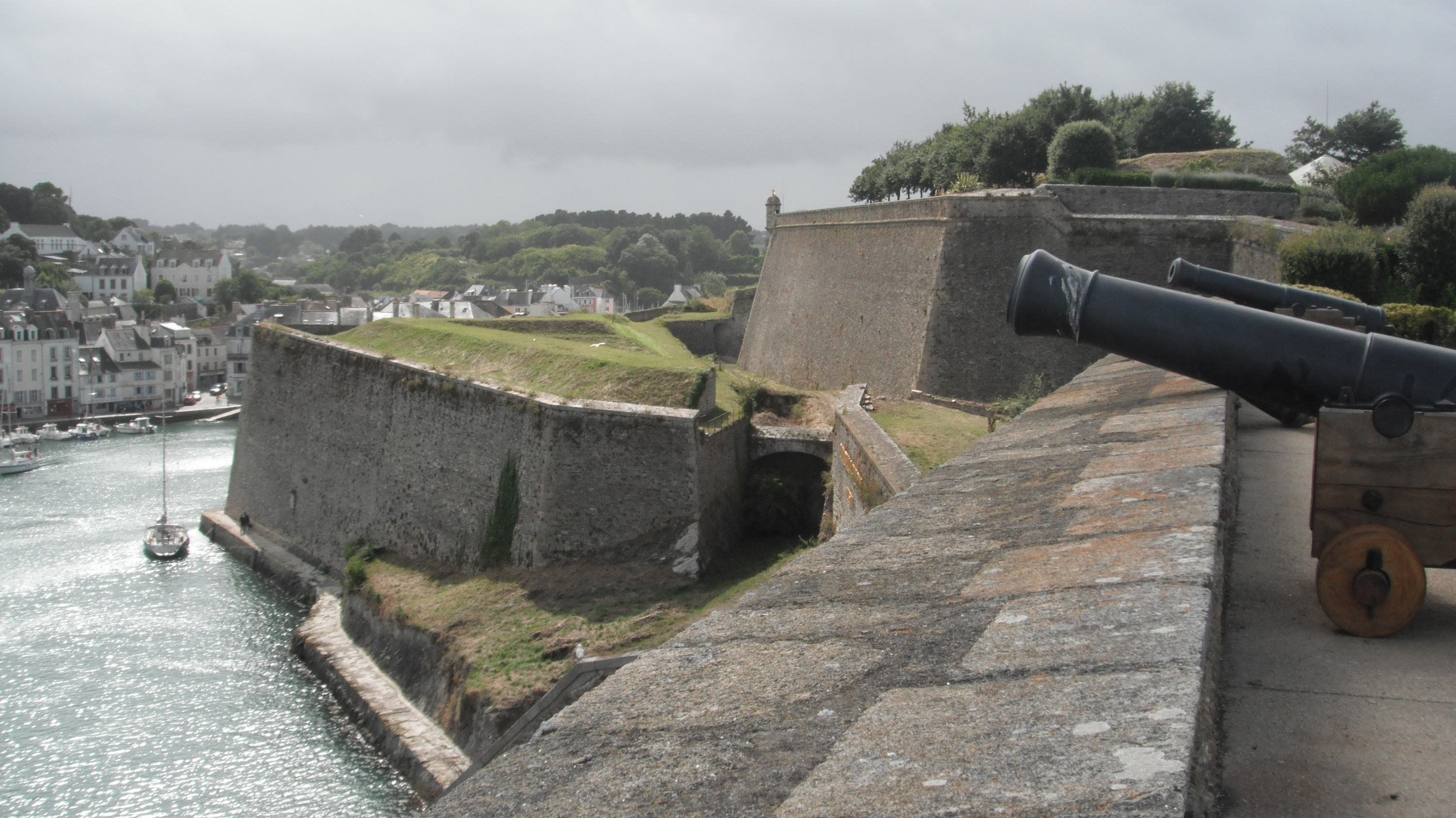
Veduta odierna delle fortificazioni di Le Palais

I britannici occuparono indisturbati gli ancoraggi dell'isola, da cui poterono ricevere rifornimenti via mare, e posero l'assedio a Le Palais. Il comandante delle forze francesi sull'isola, cavaliere Gaetan Xavier Guilhem de Pascalis Sainte-Croix, sperava di poter resistere dietro le fortificazioni di Le Palais abbastanza a lungo perché una forza di soccorso potesse arrivare dalla vicina costa francese: il governatore della Bretagna, Emmanuel Armand de Vignerot du Plessis, aveva riunito truppe a Vannes con l'intenzione di accorrere al più presto in soccorso di Belle Île, ma le fregate britanniche mantenevano una costante vigilanza sulle coste bretoni e il dominio delle acque circostanti da parte della Royal Navy impediva ogni tentativo di traversata alla volta dell'isola; du Plessis, inoltre, inviò varie unità a presidiare varie località della costa della Bretagna, con il timore che essa potesse essere il prossimo obiettivo dei britannici.
Un tentativo dei francesi di radunare una flotta di soccorso riattivando sette vascelli a Rochefort e otto a Brest non portò a niente a causa del ferreo blocco navale dei due porti organizzato da Keppel. Inevitabilmente, l'8 giugno, dopo più di un mese di assedio a Le Palais, Sainte-Croix comprese che nessun aiuto sarebbe potuto arrivare e decise quindi di negoziare la resa della piazzaforte: ai francesi fu consentito di ritirarsi con tutti gli onori militari e di essere rimpatriati nella vicina Lorient.

## Conseguenze
Inizialmente, il governo francese reagì alla cattura dell'isola sostenendo che se i britannici la volevano potevano tenersela, e che nessuna compensazione sarebbe stata accordata per la sua restituzione; tale posizione si rivelò ben presto insostenibile, in quanto la vicinanza dell'isola alla Francia la rendeva una pericolosa base per i corsari britannici e le navi della Royal Navy. Alla fine, dopo due anni di occupazione britannica, in forza del trattato di Parigi l'isola fu restituita alla Francia come merce di scambio per la restituzione di Minorca alla Gran Bretagna.
Belle Île fu in parte ripopolata dagli Acadiani di lingua francese espulsi e deportati dal Canada quando questo cadde in mano ai britannici; molti di loro si dimostrarono però insoddisfatti delle condizioni di vita sull'isola, ed entro il 1785 la maggior parte era ormai emigrata alla volta della Louisiana.